# Антониоли, Джоуи
Джоуи Антониоли (нидерл. Joey Antonioli; род. 15 декабря 2003, Вурден, Утрехт) — нидерландский футболист, полузащитник клуба «Йонг Твенте».

## Клубная карьера
Антониоли — воспитанник клуба «Волендам». 7 мая 2021 года в матче против дублёров ПСВ он дебютировал в Эрстедивизи. В 2022 году Джоуи помог клубу выйти в элиту. 8 января 2023 года в матче против «Камбюра» он дебютировал в Эредивизи. 